# Andrés Usme
Andrés Usme (Marinilla, Colombia; 26 de abril de 1987) es un entrenador de fútbol colombiano. Actualmente dirige el equipo femenino de Universitario de Deportes del Perú.
Es conocido por ser hermano de la futbolista Catalina Usme, sin embargo, en su trayectoria profesional se destacó por el proceso de cuatro temporadas con América de Cali donde logró los títulos de la Liga Femenina en Colombia en 2019 y 2022.
Desde 2023 asumió como técnico en propiedad de la Selección femenina de Ecuador.
Hasta que en Diembre de 2024 decidió renunciar para dirigir Universitario de Deportes del Perú.

## Clubes

### Como entrenador
| Club                          | País     | Año       |
| ----------------------------- | -------- | --------- |
| América de Cali               | Colombia | 2019-2022 |
| Selección femenina de Ecuador | Ecuador  | 2023-2024 |

## Palmarés

### Títulos nacionales
| Título                       | Club            | País     | Año  |
| ---------------------------- | --------------- | -------- | ---- |
| Liga Profesional de Colombia | América de Cali | Colombia | 2019 |
| Liga Profesional de Colombia | América de Cali | Colombia | 2022 |